# R.R.étrospective
R.R.étrospective (titre original : GRRM: A RRetrospective) est un recueil de nouvelles de l'écrivain américain George R. R. Martin publié aux États-Unis en 2003 puis traduit en français et paru en 2017.
Le recueil comporte une introduction par Gardner R. Dozois, trente-deux nouvelles, deux scénarios inédits pour des séries télévisées ainsi que des commentaires de l'auteur sur les différentes étapes de sa carrière.

## Contenu
- Un fan de quadrichromie, 2017 ((en) A Four-Color Fanboy, 2003)Essai
- Y a que les gosses qui ont peur du noir, 2014 ((en) Only Kids Are Afraid of the Dark, 1967)Initialement parue dans le recueil La Fleur de verre aux éditions ActuSF
- La Forteresse, 2013 ((en) The Fortress, 2003)Initialement parue dans le recueil Au fil du temps aux éditions ActuSF
- Et la mort est son héritage, 2013 ((en) And Death His Legacy, 2003)Initialement parue sous le titre Et la mort est son héritage... dans le recueil Au fil du temps aux éditions ActuSF
- Le Sale Pro, 2017 ((en) The Filthy Pro, 2003)Essai
- Le Héros, 1982 ((en) The Hero, 1971)Initialement parue dans le recueil Chanson pour Lya aux éditions J'ai lu
- La Sortie de San Breta, 1982 ((en) The Exit to San Breta, 1972)Initialement parue dans le recueil Chanson pour Lya aux éditions J'ai lu
- Il y a solitude et solitude, 1979 ((en) The Second Kind of Loneliness, 1972)Initialement parue dans le recueil Univers 17 aux éditions J'ai lu
- Au matin tombe la brume, 1982 ((en) With Morning Comes Mistfall, 1973)Initialement parue dans le recueil Chanson pour Lya aux éditions J'ai lu
- La Clarté des étoiles lointaines, 2017 ((en) The Light of Distant Stars, 2003)Essai
- Une chanson pour Lya, 1982 ((en) A Song for Lya, 1974)Initialement parue dans le recueil Chanson pour Lya aux éditions J'ai lu
- Tour de cendres, 1983 ((en) This Tower of Ashes, 1976)Initialement parue dans le recueil Des astres et des ombres aux éditions J'ai lu
- Sept fois, sept fois l'homme, jamais !, 1983 ((en) And Seven Times Never Kill Man, 1975)Initialement parue dans le recueil Des astres et des ombres aux éditions J'ai lu
- La Cité de pierre, 2003 ((en) The Stone City, 1977)Initialement parue dans la revue Bifrost no 31 aux éditions Le Bélial'
- Âprevères, 2007 ((en) Bitterblooms, 1977)Initialement parue dans le recueil Les Rois des sables aux éditions J'ai lu
- Par la croix et le dragon, 1981 ((en) The Way of Cross and Dragon, 1979)Initialement parue dans le recueil Univers 1981 aux éditions J'ai lu
- Les Héritiers du château des tortues ((en) The Heirs of Turtle Castle, 2003)Essai
- Un luth constellé de mélancolie, 1981 ((en) The Lonely Songs of Laren Dorr, 1976)Initialement parue sous le titre Comme un chant de lumière triste dans le recueil Le Livre d'or de la science-fiction : Le Monde des chimères aux éditions Presses Pocket
- Dragon de glace, 2011 ((en) The Ice Dragon, 1980)Initialement parue sous le titre Le Dragon des glaces dans la revue Bifrost no 28 aux éditions Le Bélial'
- Dans les contrées perdues, 2003 ((en) In the Lost Lands, 1982)Initialement parue dans la revue Asphodale no 4 aux éditions Imaginaires sans frontières
- Hybrides et Horreurs, 2017 ((en) Hybrids and Horrors, 2003)Essai
- Retour aux sources..., 1983 ((en) Meathouse Man, 1976)Initialement parue dans le recueil Le Livre d'or de la science-fiction : Orbit aux éditions Presses Pocket
- Cette bonne vieille Mélodie, 2014 ((en) Remembering Melody, 1981)Initialement parue dans le recueil La Fleur de verre aux éditions ActuSF
- Les Rois des sables, 1981 ((en) Sandkings, 1979)Initialement parue dans le recueil Univers 1981 aux éditions J'ai lu
- Le Volcryn, 1982 ((en) Nightflyers, 1980)Initialement parue sous forme d'un roman aux éditions Presses de la Cité
- Le Régime du singe, 2012 ((en) The Monkey Treatment, 1983)Initialement parue dans la revue Bifrost no 67 aux éditions Le Bélial'
- L'Homme en forme de poire, 2004 ((en) The Pear-Shaped Man, 1987)Initialement parue dans la revue Bifrost no 33 aux éditions Le Bélial'
- Un peu de Tuf, 2017 ((en) A Taste of Tuf, 2003)Essai
- Une bête pour Norne, 2017 ((en) A Beast for Norn, 1986)Version augmentée de la nouvelle A Beast for Norn parue en 1976. Initialement parue dans le roman fix-up Le Voyage de Haviland Tuf
- Les Gardiens, 1983 ((en) Guardians, 1981)Initialement parue dans le recueil Univers 1983 aux éditions J'ai lu
- Hollywood et son chant des sirènes, 2017 ((en) The Siren Song of Hollywood, 2003)Essai
- La Quatrième Dimension : « J'étais au Canada », 2017 ((en) The Twilight Zone: The Road Less Traveled, 2017)Scénario pour la saison 2 (épisode 31) de la série télévisée La Cinquième Dimension
- Doorways, 2017 ((en) Doorways, 2017)Scénario
- Wild Cards, et rebattre les cartes ((en) Doing the Wild Card Shuffle, 2003)Essai
- Partir à point, 2014 ((en) Shell Games, 1987)Initialement parue dans le recueil Wild Cards aux éditions J'ai lu
- Extrait du journal de Xavier Desmond, 2015 ((en) From the Journal of Xavier Desmond, 1988)Initialement parue en douze chapitres répartis dans l'ensemble du recueil Aces Abroad aux éditions J'ai lu
- Le Cœur en conflit ((en) The Heart in Conflict, 2003)Essai
- Assiégés, 2013 ((en) Under Siege, 1985)Initialement parue dans le recueil Au fil du temps aux éditions ActuSF
- Skin Trade, 2012 ((en) The Skin Trade, 1988)Initialement parue sous forme d'un roman aux éditions ActuSF
- Variantes douteuses, 2013 ((en) Unsound Variations, 1982)Initialement parue dans le recueil Au fil du temps aux éditions ActuSF
- Fleur de verre, 2014 ((en) The Glass Flower, 1986)Initialement parue dans le recueil La Fleur de verre aux éditions ActuSF
- Le Chevalier errant, 1999 ((en) The Hedge Knight, 1998)Initialement parue dans le recueil Légendes aux éditions Éditions 84
- Portrait de famille, 2011 ((en) Portraits of His Children, 1985)Initialement parue dans le recueil Dragon de glace aux éditions ActuSF

## Prix littéraires
- La nouvelle Une chanson pour Lya a remporté le prix Hugo du meilleur roman court 1975.
- La nouvelle Par la croix et le dragon a remporté le prix Hugo de la meilleure nouvelle courte 1980 ainsi que le prix Locus de la meilleure nouvelle courte 1980.
- La nouvelle Les Rois des sables a remporté le prix Nebula de la meilleure nouvelle longue 1979 ainsi que le prix Hugo de la meilleure nouvelle longue 1980 et le prix Locus de la meilleure nouvelle longue 1980.
- La nouvelle Le Volcryn a remporté le prix Locus du meilleur roman court 1981.
- La nouvelle Le Régime du singe a remporté le prix Locus de la meilleure nouvelle longue 1984.
- La nouvelle L'Homme en forme de poire a remporté le prix Bram-Stoker de la meilleure nouvelle longue 1987.
- La nouvelle Les Gardiens a remporté le prix Locus de la meilleure nouvelle longue 1982.
- La nouvelle Skin Trade a remporté le prix World Fantasy du meilleur roman court 1989.
- La nouvelle Portrait de famille a remporté le prix Nebula de la meilleure nouvelle longue 1985.

## Éditions
- GRRM: A RRetrospective, Subterranean Press, septembre 2003, 1 283 p.  (ISBN 1-931081-90-5).
- R.R.étrospective, Pygmalion, 1er novembre 2017, trad. Pierre-Paul Durastanti, 1 536 p.  (ISBN 978-2756423005).